# Federazione pallavolistica del Kirghizistan
La Federazione kirghisa di pallavolo (in russo Федерация волейбола Кыргызской Республики?, BVA) è un'organizzazione fondata per governare la pratica della pallavolo in Kirghizistan.
Organizza il campionato maschile e femminile, e pone sotto la propria egida la nazionale maschile e femminile.
Ha aderito alla FIVB nel 1991.